# Küken

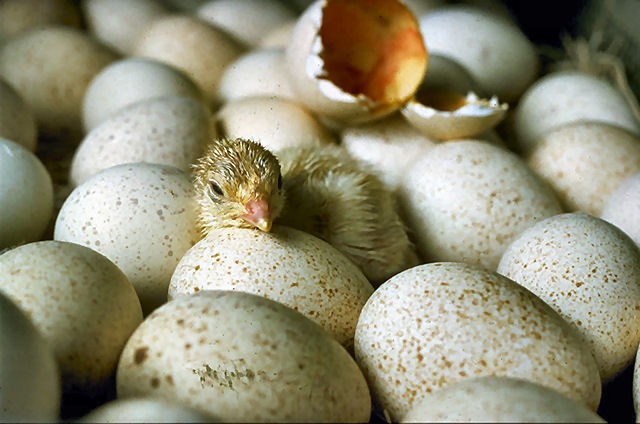
Frisch geschlüpftes Küken

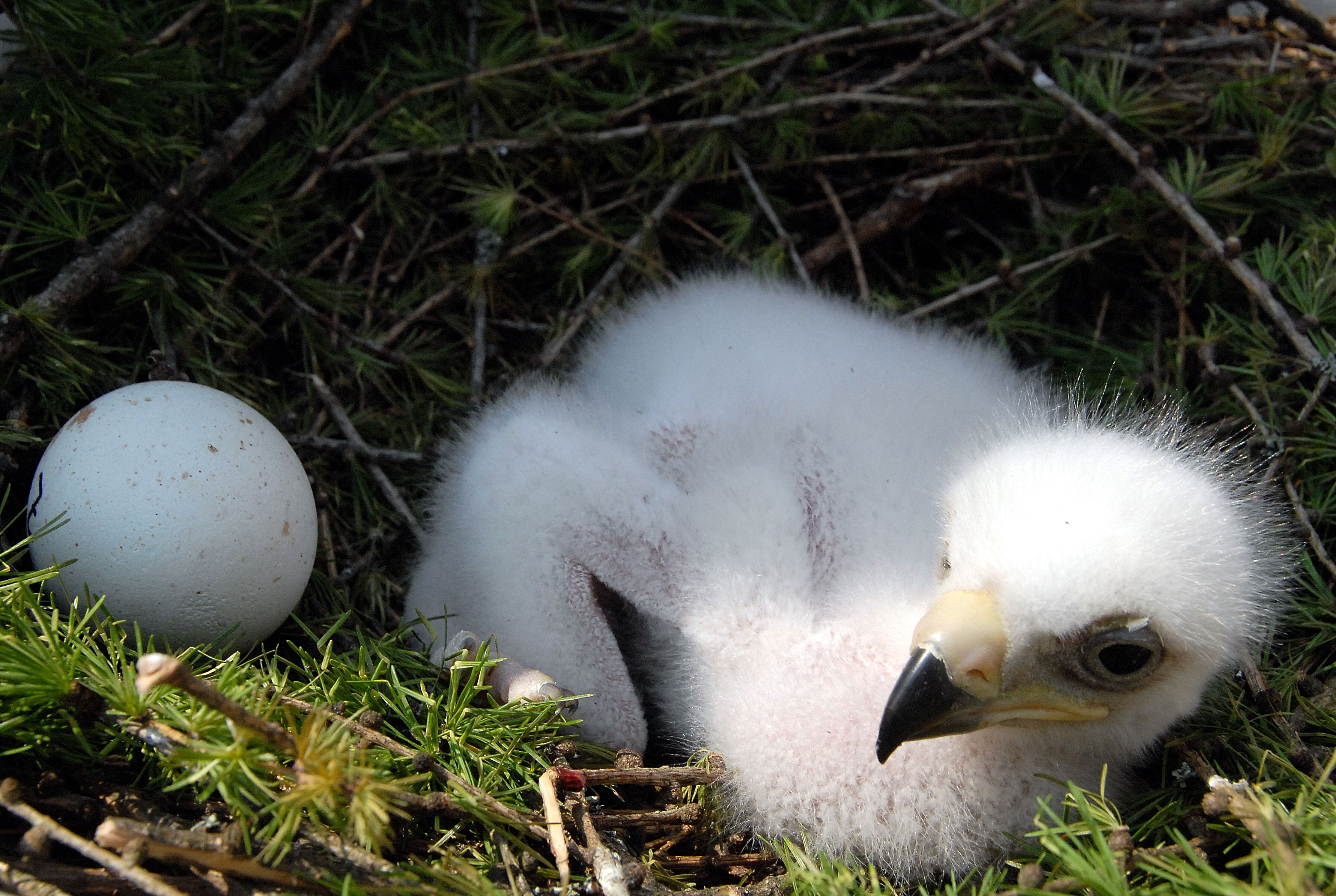
Steinadlerküken mit Restei

Ein Küken (in Österreich auch Kücken, Wuserl oder Singerl, schwäbisch Bibberle, Schweizerdeutsch Bibeli, bairisch Biberl, ostmitteldeutsch auch Küchlein, Kippchen, Schüppchen oder Schüpplein, in Südtirol Pussile) ist in der Ornithologie ein Jungtier der Vögel (frisch geschlüpft bis juvenil). Küken zeichnen sich zumeist – ähnlich wie andere Jungtiere – durch einen plump erscheinenden Körper mit überdimensional großem Kopf, großem Schnabel und großen Augen aus (Kindchenschema).
Bekannt ist das Wort besonders bei Geflügel wie Ente, Haushuhn, Hausgans und Schwan, für deren Jungtiere auch etliche andere Namen verwendet werden.

## Federkleid

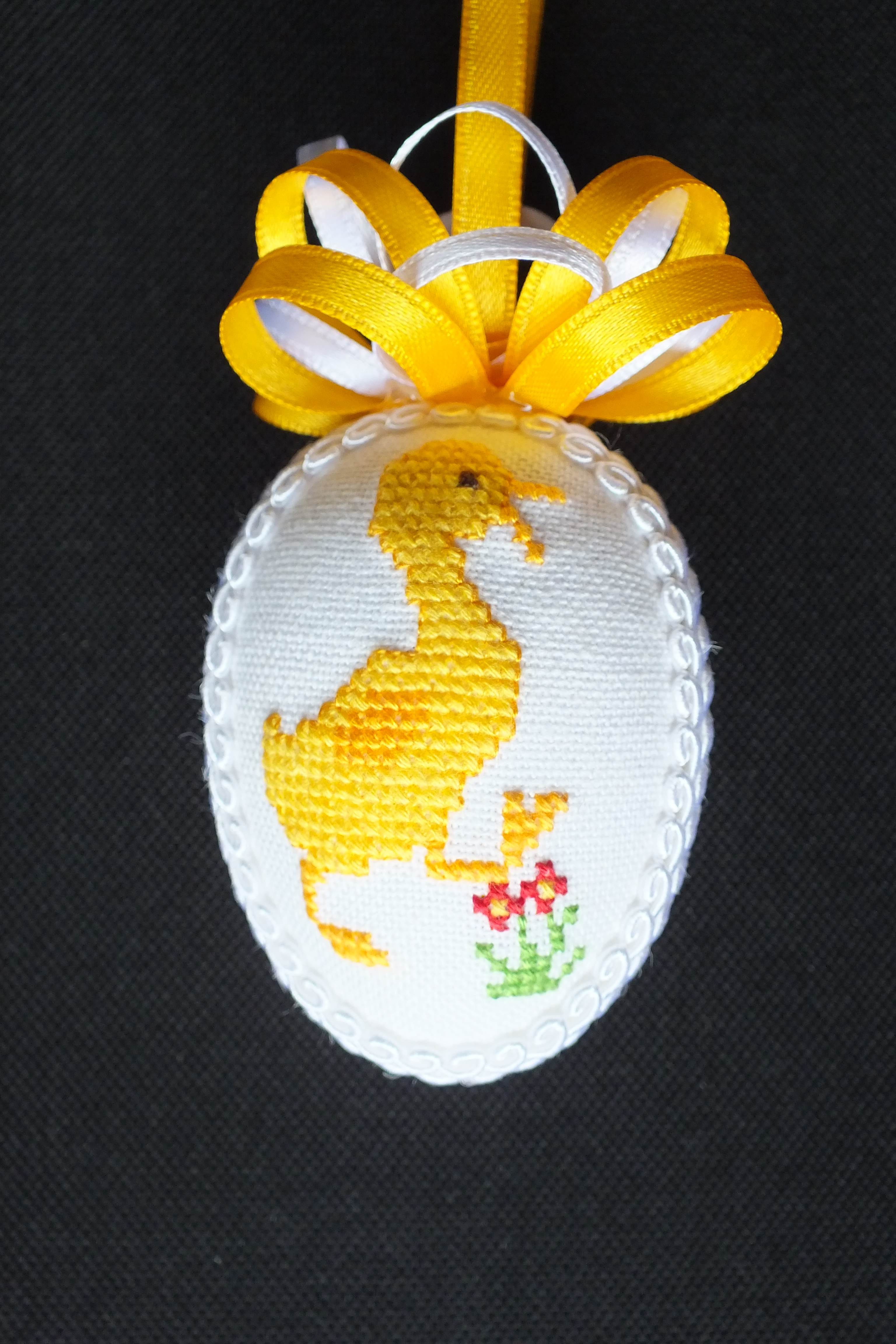
Küken auf besticktem Osterei, Kreuzstich, Pfaffing, Oberbayern, 2016

Die meisten Küken haben je nach Art oder Unterart ein sehr unterschiedlich gefärbtes Flaumfederkleid, das sich bereits im Ei bildet. Mithilfe eines Eizahns verschaffen sie sich den Weg ins Freie und fressen in den ersten Tagen ob ihrer Sattheit (wegen des Eidotters, aus dem sie schlüpften) nichts. Die Flaumfedern sind beim Schlupf von einer dünnen Keratinschicht umgeben, die beim Trocknen des Kükens, nach dem Schlupf reißt und abfällt. Dadurch bekommt das Küken erst sein typisches, flauschiges Aussehen. Das ist allerdings nicht von langer Dauer. Der Wechsel des Flaumfederkleides (Mauser) gegen ein erstes Federkleid in den ersten Wochen, gibt dem heranwachsenden Küken ein unfertiges, gerupftes Aussehen. Da fertig ausgebildete Federn nicht mehr wachsen, erfolgen bei vielen Vögeln in der Wachstumsphase weitere Federwechsel.
Die Färbung des ursprünglichen Flaumfederkleides weicht oft von der des ausgewachsenen Tieres ab und hat in der Regel eine Tarnfunktion. So wie auch die Gelegefärbung meist der Tarnung dient. Ein auffällig hellgelbes Flaumfederkleid ist bei Küken die Ausnahme, aber durch die Verwendung von hellgelben Hühnerküken als „Lebenssymbol“ zu Ostern ist dies in breiten Bevölkerungsschichten die gängige Assoziation zum Begriff Küken.

## Verhalten

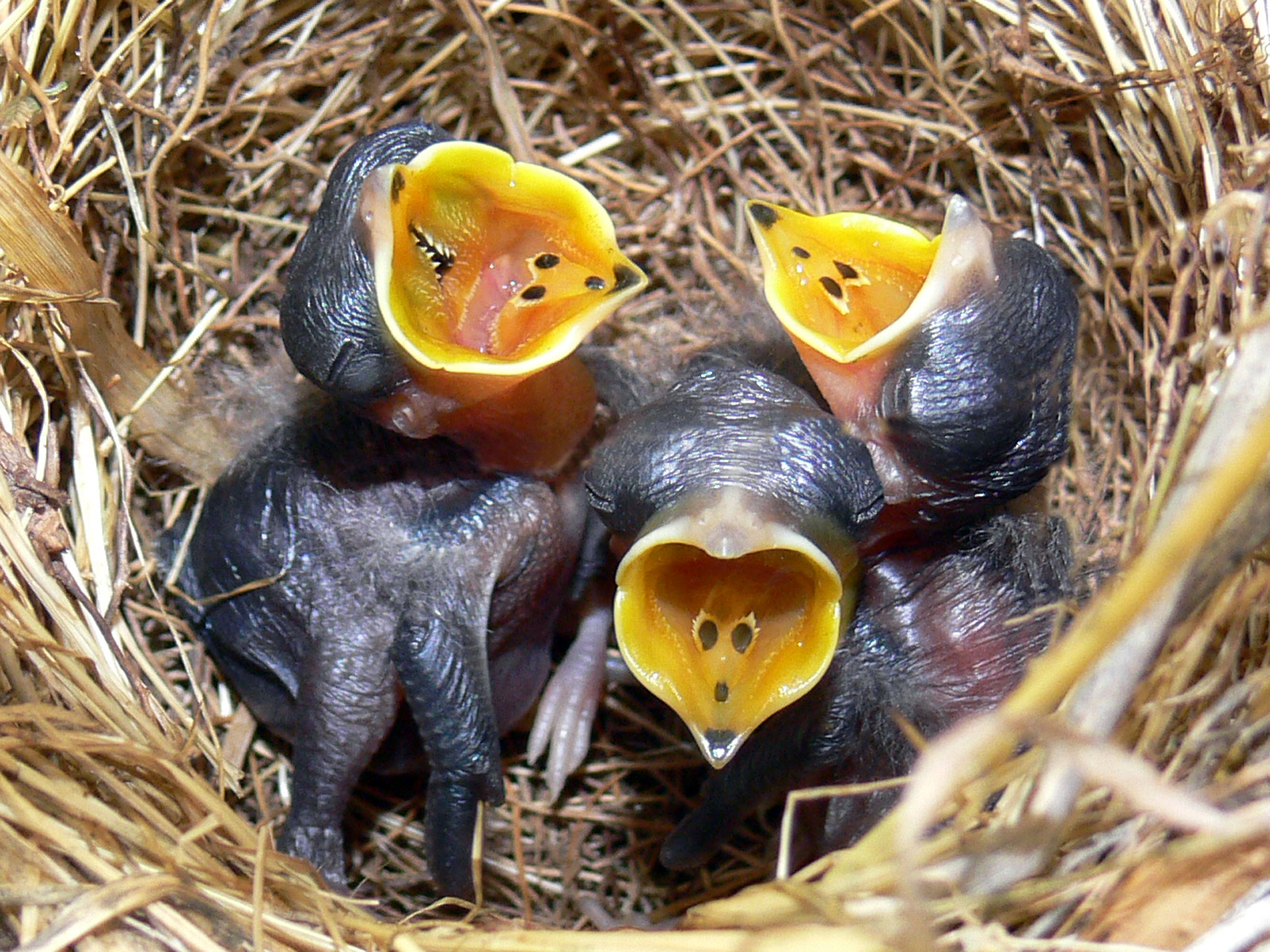
Küken des Neuseeland-Spornpieper schreien im Nest nach den Elternvögeln (Nesthocker)

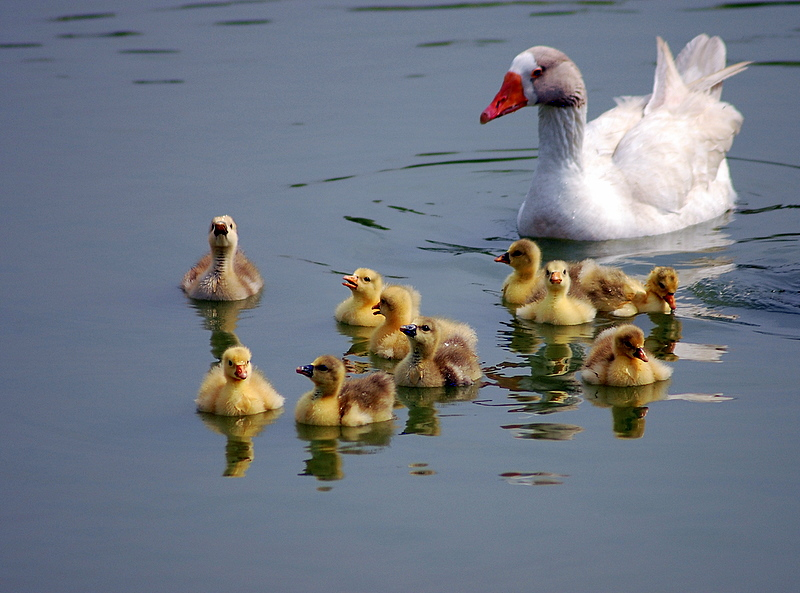
Gans mit Gösseln (Nestflüchter)

Die Vogelarten lassen sich nach Nesthockern und Nestflüchtern kategorisieren.
Küken, die Nesthocker sind, verbringen die ersten Tage ihres Lebens ausschließlich im Nest, wo sie von den Eltern gewärmt und gefüttert werden. Um das Nest sauber zu halten, entfernen die Elterntiere die Ausscheidungen der Küken. Bei Abwesenheit der Eltern verhalten sich Küken ruhig. Sobald sie ihre Eltern bemerken, werden diese lautstark um Futter angebettelt. Beispiele sind Adler oder Amsel. Werden sie flügge, verlassen sie das Nest.
Die meisten Arten sind Nestflüchter und folgen von klein auf den Elterntieren, so etwa Hühner, Enten und Gänse. Die Küken werden oft nicht direkt von den Elterntieren gefüttert, sondern bekommen geeignetes Futter gezeigt. Die Kommunikation findet dann über spezielle Laute statt. Bei Gefahr suchen sie zumeist Schutz beim Elterntier. Oft verstecken sie sich auch und verlassen die Deckung erst wieder auf einen speziellen Ruf eines Elterntiers. Die Altvögel verteidigen ihren Nachwuchs.

## Industrielle Kükenproduktion

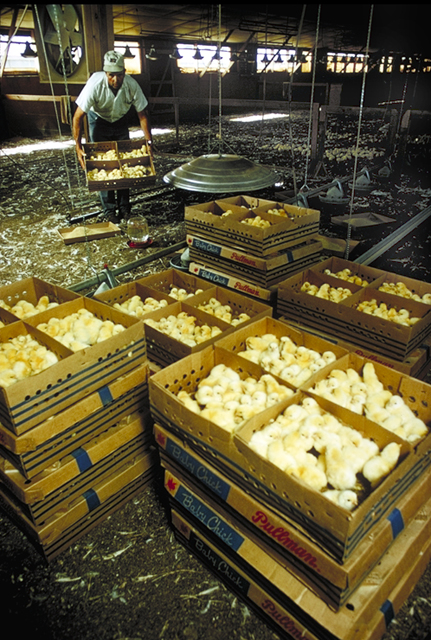
Küken in der Massentierhaltung bei der Einstallung

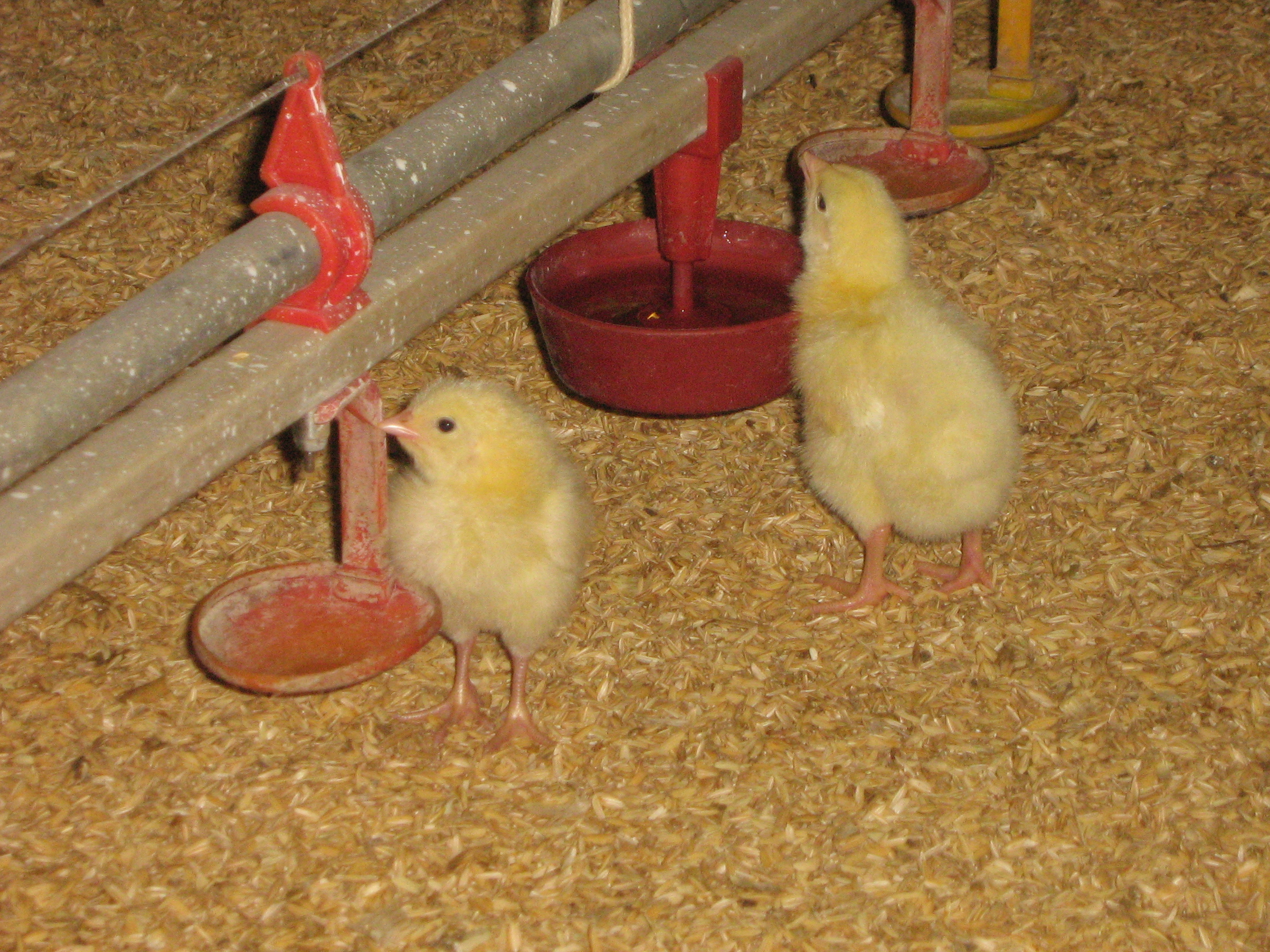
Küken trinken Wasser

Weltweit wird der Markt für Küken des Haushuhns heute von nur drei Konzernen beherrscht. Sie erzeugen 95 Prozent dieser Küken. Gezüchtet werden für die industrielle Landwirtschaft Hybridhühner, die entweder besonders Fleischmasse entwickeln oder auf das Eierlegen optimiert sind. Während sich zur Mast  männliche wie weibliche Vögel der Fleischrassen eignen, sind die Brüder der Legehennen nicht wirtschaftlich verwertbar (weil männliche Hühner keine Eier legen). Sie werden daher oftmals nicht aufgezogen, sondern unmittelbar nach dem Schlüpfen und Sexen getötet. Allein in Deutschland waren dies pro Jahr etwa 50 Millionen männliche Eintagsküken. Die Tiere wurden entweder mit CO2 vergast oder geschreddert. Seit Anfang 2022 ist dieses Küken-Töten durch § 4c TierSchG in Deutschland untersagt.

## Geschlechtsbestimmung
Das Geschlecht eines Kükens lässt sich durch Umstülpen der Kloake erkennen.